# ناتالی هاگلاند
ناتالی هاگلاند (انگلیسی: Natalie Hagglund؛ زادهٔ ۱ ژوئیهٔ ۱۹۹۲) بازیکن والیبال اهل ایالات متحده آمریکا است. او از مدال‌آوران طلای بازی‌های پان امریکن ۲۰۱۵ برای ایالات متحده آمریکا است.